# Mobile-assisted language learning
El mobile-assisted language learning (MALL), o aprendizaje móvil de idiomas, es el aprendizaje de un idioma asistido a través de un dispositivo móvil.
El MALL es un subconjunto del aprendizaje electrónico móvil y del computer-assisted language learning (CALL). El MALL ha evolucionado para apoyar el aprendizaje de idiomas del alumnado, con el aumento del uso de tecnologías móviles como teléfonos móviles, reproductores de MP3 y MP4 y tabletas. Con el MALL, el alumnado es capaz de acceder a los materiales de aprendizaje de lenguas y comunicarse con sus profesores y compañeros en cualquier momento y en cualquier lugar.

## Usabilidad y limitaciones
La mejora del aprendizaje de idiomas a través del MALL ofrece dinámicas que no son posibles en las clases tradicionales. Existe un acceso ubicuo al aprendizaje, en cualquier momento y en cualquier lugar. Esto permite al usuario repasar las diferentes destrezas de la lengua antes o después de comenzar la conversación en la lengua que se está aprendiendo. Ofrece además nuevas dinámicas de aprendizaje colaborativo ya que los usuarios pueden compartir su proceso de aprendizaje en pequeños grupos simultáneos.
Klopfer et al. (2002) enumeraron cinco propiedades de los dispositivos móviles que pueden producir beneficios educativos únicos:
- Portabilidad - el pequeño tamaño y peso de los dispositivos móviles supone que pueden ser trasladados a lugares diferentes, moviéndolos sin necesidad de que tengan un lugar fijo.
- La interactividad social y el intercambio de datos con otros estudiantes puede darse cara a cara.
- La capacidad de los dispositivos móviles para interactuar con el contexto espacial permite recolectar y responder a datos reales o simulados en función de la ubicación concreta y el tiempo.
- Conectividad - existe la posibilidad de crear una red compartida conectando los dispositivos móviles a un dispositivo de recolección de datos, a otros dispositivos o a una red común.
- Individualidad - la gradación en dificultad de las actividades puede ser personalizada para ayudar a los estudiantes de manera individualizada.

Las principales limitaciones del MALL incluyen una pobre calidad de imagen y sonido cuando no se den unas condiciones mínimas de velocidad de red. Sin embargo esta brecha digital se ha ido acortando con la expansión de la velocidad de navegación, la aparición de pantallas cada vez más grandes y con dispositivos móviles con capacidades cada vez más similares a las de los ordenadores portátiles.